# Kviteseid gamle kirke
Kviteseid gamle kirke är en medeltida stenkyrka som ligger i Kviteseid i Kviteseids kommun i Telemark fylke i Norge. År 1916 invigdes Kviteseid nye kirke som sedan dess är församlingens huvudkyrka.

## Kyrkobyggnaden
Kyrkan är troligen uppförd omkring år 1260 och är en av de äldsta kyrkorna i Telemark fylke.
Byggnaden har en stomme av sten och består av långhus med smalare kor och absid i öster. Vid långhusets södra sida finns ett vapenhus av trä som har tillkommit på 1700-talet. På långhusets tak finns en takryttare från 1800-talet.
Kyrkorummet har ett platt innertak av trä som har tillkommit åren 1713-1714. Innan dess hade kyrkorummet en öppen takstol. I koret finns konsekrationskors som är målade på 1200-talet samt inskriptioner från 1500-talet och 1600-talet.

## Inventarier
- Dopfunten av trä med renässansornament är antagligen från år 1600.
- Altartavlan i nyklassicistisk stil med motiv föreställande nattvarden och Jesu korsfästelse är från 1777.